# Charaxes philopator
Charaxes philopator är en fjärilsart som beskrevs av Hans Fruhstorfer 1914. Charaxes philopator ingår i släktet Charaxes och familjen praktfjärilar. Inga underarter finns listade i Catalogue of Life.